# Alain Casanova
Alain Casanova (Clermont-Ferrand, 18 september 1961) is een Frans voetbalcoach die vroeger actief was als doelman. Hij was van 2008 tot 2015 hoofdtrainer van Toulouse.

## Spelerscarrière
Casanova speelde tijdens zijn spelerscarrière voor AC Le Havre, Olympique Marseille en Toulouse. Hij speelde geen enkele wedstrijd voor Olympique Marseille, maar zat wel op de bank tijdens de Europacup I finale in 1991 tegen Rode Ster Belgrado.

## Trainerscarrière
Op 30 mei 2008 werd hij aangesteld als hoofdtrainer van Toulouse. Hij volgde Élie Baup op. In zijn eerste seizoen eindigde hij met Toulouse op een 17e plaats. In de seizoenen daarna eindigde hij telkens in de middenmoot, met een vierde plaats in seizoen 2008/09 als hoogtepunt. Op 16 maart 2015 werd hij gedurende seizoen 2014/15 ontslagen en opgevolgd door Dominique Arribagé. Toulouse stond op dat moment 18e in de Ligue 1.

## Erelijst
Met Le Havre
- Ligue 2

1984/85
2 Nicolaisen ·
3 McKenzie ·
4 Cresswell ·
5 Genreau ·
6 Akdağ ·
7 Aboukhlal ·
8 Sierro  ·
9 Magri ·
10 Gboho ·
12 Kamanzi ·
13 King ·
15 Dønnum ·
17 Suazo ·
19 Sidibé ·
20 Schmidt ·
21 Zajc ·
23 Cásseres ·
30 Domínguez ·
50 Restes ·
80 Babicka ·
Coach: Martínez